# Episodi de I Cesaroni (seconda stagione)

Immagine della sigla di questa stagione

La seconda stagione della serie televisiva I Cesaroni è andata in onda dal 1º febbraio all'8 maggio 2008 ed è composta da 26 episodi.
| nº | Titolo                                  | Prima TV Italia  | Ascolti    | Ascolti |
| nº | Titolo                                  | Prima TV Italia  | Spettatori | Share   |
| -- | --------------------------------------- | ---------------- | ---------- | ------- |
| 1  | Se la bomba non scoppia                 | 1º febbraio 2008 | 7.621.000  | 28,24%  |
| 2  | Oste ascendente vergine                 | 1º febbraio 2008 | 7.118.000  | 33,08%  |
| 3  | Vicini, troppo vicini                   | 8 febbraio 2008  | 6.611.000  | 25,18%  |
| 4  | Ci vorrebbe un amico                    | 8 febbraio 2008  | 6.668.000  | 32,22%  |
| 5  | Sogno di un mattino di mezz'autunno     | 15 febbraio 2008 | 6.885.000  | 26,38%  |
| 6  | Tre giorni da cani                      | 15 febbraio 2008 | 6.478.000  | 31,28%  |
| 7  | Provaci ancora, Ezio                    | 22 febbraio 2008 | 6.954.000  | 25,88%  |
| 8  | Vuoi ballare con me?                    | 22 febbraio 2008 | 6.745.000  | 29,27%  |
| 9  | Un week-end da incorniciare             | 29 febbraio 2008 | 6.988.000  | 24,97%  |
| 10 | La posta del cuore                      | 29 febbraio 2008 | 6.565.000  | 28,78%  |
| 11 | Il cuore del problema                   | 7 marzo 2008     | 7.550.000  | 27,92%  |
| 12 | A Londra con amore                      | 7 marzo 2008     | 7.473.000  | 32,60%  |
| 13 | La chiave inglese                       | 14 marzo 2008    | 7.407.000  | 27,77%  |
| 14 | Fuori gioco                             | 14 marzo 2008    | 6.797.000  | 30,50%  |
| 15 | L'erba voglio                           | 21 marzo 2008    | 6.678.000  | 25,91%  |
| 16 | Amore che vieni, amore che vai          | 21 marzo 2008    | 7.081.000  | 32,92%  |
| 17 | Che brutto affare                       | 28 marzo 2008    | 7.454.000  | 27,90%  |
| 18 | L'amico immaginario                     | 28 marzo 2008    | 7.153.000  | 32,15%  |
| 19 | Sogno o son Giulio                      | 4 aprile 2008    | 8.002.000  | 30,68%  |
| 20 | Ricominciamo                            | 4 aprile 2008    | 7.597.000  | 33,90%  |
| 21 | I segreti sono come i cereali nel latte | 17 aprile 2008   | 7.449.000  | 26,76%  |
| 22 | Playback                                | 18 aprile 2008   | 7.438.000  | 28,38%  |
| 23 | Ma quant'è dura la salita               | 24 aprile 2008   | 5.819.000  | 22,07%  |
| 24 | Tutti per uno                           | 1º maggio 2008   | 5.472.000  | 22,14%  |
| 25 | Crescere, che fatica!                   | 4 maggio 2008    | 6.767.000  | 27,22%  |
| 26 | Prova di maturità                       | 8 maggio 2008    | 6.448.000  | 24,05%  |

## Se la bomba non scoppia
- Diretto da: Francesco Vicario
- Scritto da: Herbert Simone Paragnani

### Trama
L'estate sta giungendo al termine e le vacanze estive sono finite. Lucia ha degli strani malesseri e pensa di essere incinta. Vorrebbe però prima capire se Giulio sarebbe felice di avere un altro figlio, ma l'uomo fraintende e pensa che ad aspettare un bambino sia Stefania.
Alice incontra Umberto in un negozio di ottica e ne rimane piacevolmente colpita notando quanto sia cambiato.
Marco ed Eva per una pura coincidenza si incontrano in un paese sul lago di Garda, dove Marco si era recato, di nascosto dalla famiglia, in compagnia di Rachele: Eva e Rachele hanno una vivace discussione e la ragazza finisce poi per litigare anche con Marco. L'episodio finisce con un flashback dell'ultima puntata della prima serie: Marco ed Eva si erano ritrovati sullo stesso traghetto, ma mentre Marco la stava per raggiungere, ha incontrato Rachele. Il flashback continuava con l'immagine di Eva in partenza per Milano, dove avrebbe raggiunto suo padre.
- Prologo. Il primo episodio è stato preceduto da un filmato di circa 5 minuti. La prima metà è, sostanzialmente, un breve riassunto della storia di Eva e Marco con immagini già presenti nella prima stagione. La seconda parte è inedita e riguarda il tentativo, da parte di Giulio e Lucia, di fermare i figli che si sono imbarcati sul traghetto per la Sardegna (ultimo episodio della prima stagione). La telefonata anonima di Giulio alla Capitaneria di Porto, in cui avvisava di una bomba sull'imbarcazione, viene scambiata per uno scherzo, per grande fortuna del Cesaroni che si rende conto del gesto irresponsabile che ha fatto. Giulio e Lucia partono in auto per raggiungere il porto, ma durante il tragitto vengono contattati, attraverso una telefonata, da Eva che li informa che Marco è partito con la nave mentre lei è rimasta a terra.

## Oste ascendente vergine
- Diretto da: Francesco Vicario
- Scritto da: Francesca Primavera

### Trama
Pamela si presenta in bottiglieria, irritata con Cesare dopo la sua fuga dal luogo di villeggiatura a Fiuggi in cui erano andati insieme. Cesare le risponde di non amarla più, ma poco dopo confessa il vero motivo a Giulio e a Ezio: è ancora vergine e se ne vergogna. Per superare quest'ostacolo viene convinto dagli amici a "sbloccarsi" prima con una prostituta, ma nemmeno con quest'ultima riesce a risolvere il suo problema. Mentre se ne va rincasa Pamela, che è infelicemente coinquilina dell'altra donna, e litiga con Cesare perché pensa sia un mascalzone.
Eva conosce una nuova compagna di classe, Carlotta, 20 anni, e lega subito con lei. La ragazza convince la giovane Cudicini a posare nuda per un famoso fotografo. Marco è ancora innamorato della sorellastra, per questo lascia definitivamente Rachele, e, venuto a conoscenza del servizio fotografico, irrompe sul set e porta via di peso la ragazza, nonostante Eva gli urli di lasciarle vivere la sua vita senza immischiarsi.
- Altri interpreti: Fabrizio Coniglio (Carlos Brigante, fotografo amico di Carlotta), Maurizio Santilli (Ugo, poliziotto amico di Pamela)

## Vicini, troppo vicini
- Diretto da: Francesco Vicario
- Scritto da: Fabio Di Ranno, Valeria Giasi

### Trama
Siamo a Settembre, i Barilon, trasferitisi da Padova a Roma, diventano i nuovi vicini di casa dei Cesaroni. Antonio apre un negozio vicino alla bottiglieria e provoca non pochi grattacapi ai fratelli Cesaroni, riuscendo addirittura a scucire con l'inganno del denaro all'avarissimo Cesare. Anche Lorenzo mette in seria difficoltà Rudi, ma poi il giovane Cesaroni riesce a riscattarsi.
Marco, per vendicarsi di Walter che ha fatto spargere la voce di aver fatto sesso con Eva, fa credere a tutti che l'amico sia gay. Walter prima si arrabbia ma subito dopo nota di essere trattato meglio dalle donne e così sta al gioco, fino a quando Giulio lo trova mezzo nudo sul letto della figlia e lo caccia di casa. Intanto Marco confida a Eva di aver lasciato Rachele.

## Ci vorrebbe un amico
- Diretto da: Francesco Vicario
- Scritto da: Maddalena De Panfilis

### Trama
Malgrado gli innumerevoli tentativi Lucia non riesce a rimanere incinta e Giulio, molto preoccupato, pensa di avere problemi di fertilità. Marco vuole migliorare i rapporti con Eva e dopo averle mostrato delle foto in cui erano felici la invita a cena e lei accetta. Walter nel frattempo fraintende l'atteggiamento della giovane Cudicini e si illude di avere una speranza con lei, perciò convince Marco a essere sostituito alla cena. Walter, per fare una sorpresa alla ragazza, vorrebbe far arrivare al ristorante una cassa con lui dentro e uscire con dei fiori in mano. Tuttavia, mentre è nella cassa e sta per essere caricato sul furgone, sente parlare Eva che confida a Carlotta di amare Marco da più di un anno e di non essere riuscita a dimenticarlo in nessun modo. Walter allora cerca di avvisare l'autista ma sviene perché soffre di claustrofobia. L'autista consegna erroneamente la cassa con dentro Walter al negozio di Barilon e un water al ristorante. Eva apre la cassa, trova il sanitario ed esce ferita e disperata dal ristorante. Walter, dopo essere stato aiutato da Marco a uscire dalla cassa non tenterà più di sedurre Eva e rivela ciò che aveva sentito all'amico che corre al ristorante ma non trova la ragazza. Eva infatti sta camminando per Roma e si ferma vicino a un ponte del Tevere e, dopo aver strappato le foto che gli aveva dato Marco, si appoggia a una cabina fotografica e inizia a piangere, dentro la cabina c'è Marco e dopo essersi abbracciati i due iniziano a baciarsi appassionatamente.
Intanto a scuola Budino viene preso di mira da Lazzaro Marchitelli, un terribile insegnante di ginnastica, che spesso lo umilia perché non è in grado di svolgere alcuni esercizi fisici. Ma alla fine riuscirà a dimostrare al prof che non è come crede.
- Altri interpreti: Pier Maria Cecchini (Lazzaro Marchitelli).

## Sogno di un mattino di mezz'autunno
- Diretto da: Francesco Vicario
- Scritto da: Giorgia Cecere, Pierpaolo Pirone

### Trama
Lucia e Stefania si iscrivono a un corso di recitazione e Giulio, influenzato da Ezio, si ingelosisce perché teme che l'ambiente dello spettacolo possa compromettere il suo matrimonio.
Nel frattempo, Carlotta mette a disposizione di Marco ed Eva una sua casa affinché possano tranquillamente avere un momento di intimità, ma i due ragazzi si sentono come costretti a fare la loro prima volta e se ne vanno. Carlotta con l'aiuto di Walter rimette in ordine la casa, tra i due giovani però scocca una scintilla e finiscono col fare l'amore. Marco ed Eva, giunti in teatro per vedere il provino di Lucia, rimangono chiusi dentro l'edificio e lì, dopo aver giocato a inseguirsi nel palco, fanno l'amore.
Intanto Cesare e Gabriella frequentano, senza fortuna, un corso di autostima per poter trovare il coraggio di affrontare, rispettivamente, i loro amati Pamela e Augusto.
- Altri interpreti: Augusto Zucchi (regista compagnia teatrale), Mauro Serio (Andrea Volpato, emotional trainer).

## Tre giorni da cani
- Diretto da: Francesco Vicario
- Scritto da: Stefania Bertola

### Trama
Malgioglio, il cane dei Barilon, viene inavvertitamente investito e ucciso da Cesare, il quale cerca di nascondere a tutti quello che è successo. Giulio ed Ezio fraintendono e sospettano che l'oste abbia invece ucciso un uomo.
Intanto, Alice fa da baby-sitter al fratello di Umberto, il ragazzo di cui si è innamorata. Si arrabbia con Umberto quando scopre che il ragazzo l'ha solo usata per badare il fratellino mentre usciva con altre ragazze.
A scuola lo psicologo chiede a ogni ragazzo com'è stata la sua prima volta: mentre Walter fa il colloquio, legge la scheda di Carlotta pensando tuttavia che sia quella di Eva. Va poi a raccontare a Marco ciò che ha letto cioè che la prima volta di Eva non è stata con il Cesaroni ma con un ragazzo di Milano, cosa non vera. Quella notte, Marco e Eva sono da soli nel giardino di casa che si fanno le coccole e proprio quando Marco sta per darle un ciondolo a forma di cuore che ha comprato per lei, Eva comincia a parlare di Milano e Marco ripensando a ciò che gli ha detto Walter ha una visione di Christian che fa l'amore con Eva: il solo pensiero lo fa rabbrividire e arrabbiare, così rientra in casa con la ragazza. Il pomeriggio dopo Marco evita Eva per tutta la giornata, nonostante la ragazza lo cerchi, e si ritrova davanti la vetrina del negozio dove ha comprato il ciondolo, li vicino c'è una bar dove una cameriera di nome Giada chiede a Marco di aiutarla con i vassoi da portare nel palazzo accanto e lui accetta ma mentre sono nell'ascensore questo si blocca, i due cominciano a parlare e Giada ci prova con Marco ma lui la respinge dicendole di aver trovato il suo amore e di non volerla perdere per niente al mondo e dopo averglielo detto l'ascensore riparte. Marco quella stessa sera regala a Eva, che era preoccupatissima per lui, il ciondolo che lei accetta con gioia riempiendo di baci il ragazzo e il giorno dopo a scuola il disguido viene risolto.
- Altri interpreti: Cecilia Sagnelli (Giada, la cameriera).

## Provaci ancora, Ezio
- Diretto da: Francesco Vicario
- Scritto da: Giulio Calvani, Federico Favot

### Trama
Stefania è arrabbiatissima con Ezio perché si è addormentato mentre facevano l'amore. Lucia, nonostante Giulio glielo avesse sconsigliato, si intromette e peggiora la situazione: Ezio fraintende l'interessamento di Lucia pensando si sia innamorata di lui e poi vengono scoperti da Giulio e Stefania in una posa casualmente un po' spinta. Pur avendo capito che si tratta di un malinteso, per dare una lezione a Lucia, le fanno credere di essere convinti del tradimento e fanno finta di andar via. Alla fine tutto si chiarisce e le coppie si riavvicinano.
Jolanda cura la rubrica L'angolo delle dottoressa Amore, in forma anonima, nel giornalino della scuola che dirige assieme ad Alice. Quando un ammiratore chiede all'autrice un appuntamento, lei manda Alice al suo posto perché si vergogna troppo. Alice scopre che il ragazzo è Umberto e, nonostante sappia piaccia anche a Jolanda, approfitta della situazione, ma poi si pente facendo pubblica ammenda per ricucire la rottura con la sua migliore amica, anche se questo le costerà la stima di Umberto. Marco e Eva continuano con la loro storia di nascosto: mentre stanno per fare l'amore in bagno, Marco dimentica di chiudere la porta a chiave, Rudi entra e per poco non scopre la loro storia. Eva, senza volerlo, dà il testo per una nuova canzone per Marco.

## Vuoi ballare con me?
- Diretto da: Francesco Vicario
- Scritto da: Maddalena De Panfilis

### Trama
Giulio ha sempre millantato di essere un grande ballerino, così Lucia vorrebbe partecipare a una gara di ballo, ma il marito rifiuta portando come scusa un fioretto. Ma la donna ci tiene particolarmente a partecipare alla manifestazione, così segretamente il Cesaroni prende lezioni di tango, e pure Lucia si prepara di nascosto per partecipare alla gara con Barilon.
Carlotta fatica a mantenere segreto a Pivian la sua relazione con Walter e chiede spesso aiuto a Marco ed Eva, che non hanno perciò tempo per la loro intimità.
- Altri interpreti: Graziella Polesinanti (Lola Cortés, insegnante di tango).

## Un week-end da incorniciare
- Diretto da: Francesco Vicario
- Scritto da: Valentina Capecci

### Trama
Giulio e Lucia vanno in un agriturismo per trascorrere un week end romantico da soli, sfortunatamente anche gli odiati vicini Barilon hanno prenotato nello stesso luogo, per cui la vacanza diventa un incubo.
Approfittando della lontananza dei genitori, Marco ed Eva vorrebbero godere il loro rapporto in tranquillità, ma Walter organizza un mega-party a casa Cesaroni rovinando i progetti degli innamorati. Carlotta e Walter, dopo un'incomprensione, finalmente decidono di vivere a pieno la loro storia, e la ragazza lascia definitivamente Pivian.
Stefania vorrebbe adottare un bambino e pensa che anche Ezio lo voglia, ma l'uomo, almeno all'inizio, è contrario all'idea ma non riesce a opporsi apertamente alla proposta della moglie.
- Altri interpreti: Gaia Graziani (responsabile centro coppie adottive).

## La posta del cuore
- Diretto da: Francesco Vicario
- Scritto da: Simone Coppini, Luca Zesi

### Trama
Giulio, Lucia, Stefania ed Ezio fanno un patto: ciascuno di loro potrà uscire con un proprio idolo qualora se ne presentasse l'occasione. Giulio ne approfitta per raccontare agli altri di aver baciato Alena Šeredová. Sicuri che sia una bugia, Cesare ed Ezio lo fanno partecipare al programma "C'è posta per te" di Maria De Filippi, dove la Seredova in persona sbugiarda il povero Giulio. Sarà però proprio la Seredova ad aiutarlo nel prendersi una rivincita.
Gabriella sospetta che in casa Cesaroni sia scoppiato l'amore tra i fratellastri. Prima punta gli occhi su Marco ed Eva, poi vede Rudi e Alice baciarsi.
Marco e Eva approfittano dell'assenza dei genitori facendo l'amore nel loro letto matrimoniale, dove si addormentano. I coniugi, rientrati all'alba, sorprendono i due ragazzi in una inequivocabile situazione. Per Giulio è un colpo al cuore.
- Guest star: Alena Šeredová (sé stessa), Maria De Filippi (sé stessa), Raul Bova (sé stesso), Raffaella Mennoia (sé stessa, postina di C'è posta per te).

## Il cuore del problema
- Diretto da: Francesco Vicario
- Scritto da: Federico Favot

### Trama
Giulio finisce in ospedale per un malore. Mentre Lucia lo assiste premurosamente, l'uomo sogna di essere in paradiso con Cesare, Antonio Barilon e Marta. Cesare ed Ezio hanno paura che Giulio muoia sotto i ferri, così fanno di tutto per distrarre il medico di turno affinché non operi. Fortunatamente Giulio si risveglia grazie solamente alla cura farmacologica. Rudi, Mimmo e Alice credono di essere responsabili dell'attacco, ma Marco ed Eva confessano che sono loro la causa del malessere di Giulio e rivelano a tutti il loro amore.
- Altri interpreti: Francesco Meoni (Dott. Giangiacomo Maria Collio), Eleonora Siro (Marta).

## A Londra con amore
- Diretto da: Francesco Vicario
- Scritto da: Stefania Bertola

### Trama
Mentre Giulio è ricoverato all'ospedale, cresce la tensione in casa Cesaroni per colpa della relazione tra Marco ed Eva. I due ragazzi si interrogano sul loro futuro: Eva vorrebbe andare a vivere con il ragazzo, pagando l'affitto con i soldi che il padre le ha dato per l'università. Marco però non sopporta più la tensione che si è creata in famiglia e venendo a sapere che Eva ha rinunciato al suo sogno di diventare giornalista pur di stare con lui, decide di partire di nascosto da solo per Londra.
Gabriella è un po' sorda, e questo le crea parecchi problemi.

## La chiave inglese
- Diretto da: Francesco Vicario
- Scritto da: Federico Favot

### Trama
Eva è sempre più disperata: non riesce a contattare Marco in alcuna maniera. Lucia e Giulio le nascondono di essere in contatto con Marco, cosa che viene scoperta lo stesso da Eva che accusa ingiustamente i genitori di averlo cacciato, perché non sa che è stato Marco a decidere, di propria iniziativa, l'allontanamento. Con l'aiuto di Alice, però, scopre dove si trova esattamente il ragazzo e decide di partire per Londra. L'incontro però non è come lei si aspettava. Marco resta a Londra nonostante la ragazza lo supplichi di rientrare a Roma con lei.
Cesare e Giulio litigano per una questione di eredità, così tanto che il fratello maggiore pensa sia giunto il momento di separarsi definitivamente. Il motivo del contrasto è però vano, così Giulio per riappacificarsi con il fratello compra, con soldi vinti al lotto, un vigneto in cui produrranno il vino per la bottiglieria: il Senz'amarezza.
- Altri interpreti: Toni Malco (Tiberio Cesaroni), Simone Filippone (Cesare Cesaroni, da giovane)

## Fuori gioco
- Diretto da: Francesco Vicario
- Scritto da: Francesca Primavera
- Ricorrenti: Roberta Scardola (Carlotta).

### Trama
Giulio, Ezio e Cesare organizzano come ogni anno una partita di calcio Garbatella-San Paolo. Lucia, molto preoccupata per le condizioni di salute del marito, lo convince a rinunciare. Quando si viene a sapere che anche alcuni giocatori della Roma parteciperanno all'incontro, la rinuncia diventa troppo pesante per Giulio e così Lucia accetta la decisione del marito di giocare.
Rudi e Alice, per evitare che Eva si trasferisca a Milano dal padre, inventano per lei un anonimo ammiratore ma Walter e Carlotta credono che sia Fernando.
- Guest star: Francesco Totti, Luciano Spalletti, Alberto Aquilani, Marco Cassetti, Gianluca Curci, Daniele De Rossi, Mancini, Christian Panucci, Simone Perrotta e Rodrigo Ferrante Taddei (se stessi).

## L'erba voglio
- Diretto da: Francesco Vicario
- Scritto da: Fabio Di Ranno, Valeria Giasi

### Trama
Lucia ritorna a lavorare a scuola. Nella classe in cui insegna però c'è un episodio di bullismo e perciò decide di usare dei nuovi metodi educativi. La situazione non sembra migliorare e i genitori degli alunni, soprattutto Germana Barilon, vorrebbero che la donna fosse licenziata.
Cesare, per non buttare via diverse scatolette di sardine, benché scadute, se le mangia e inevitabilmente ha un'intossicazione alimentare. Giulio ed Ezio, pensando che il suo malessere sia dovuto ad una crisi di astinenza da droghe, decidono di aiutarlo ma finiscono solo per cacciarsi nei guai.
Alice è sempre più determinata a conquistare Umberto e decide di andare alla sua festa in discoteca: ma dato che la madre non è d'accordo, la ragazza decide di farsi accompagnare da Eva. Umberto, però, in discoteca si mostra più interessato alla maggiore delle sorelle Cudicini.
- Nella puntata vi sono due riferimenti al film L'attimo fuggente il primo in un dialogo tra Lucia e Rudi e il secondo, nel finale, è simile alla scena cinematografica.

## Amore che vieni, amore che vai
- Diretto da: Francesco Vicario
- Scritto da: Giulio Calvani

### Trama
Cesare incontra casualmente Pamela e decide di confessarle il motivo per cui l'ha abbandonata. L'oste cerca consigli amorosi da Lucia e Gabriella, ma alla fine segue lo strampalato suggerimento di Giulio: si traveste e si finge cliente di Pamela, riuscendo finalmente a fare l'amore con lei. Pamela però si innamora dell'alter ego di Cesare e decide di lasciare il vero Cesaroni.
Eva, al ristorante con Carlotta, conosce lo chef ventitreenne Alex. Tra i due c'è qualche attrito, ma il giorno dopo i due si conoscono meglio, si piacciono e trascorrono la notte insieme. Eva, al suo ritorno a casa la mattina successiva, ritrova Marco tornato da Londra dopo un mese apposta per lei. La ragazza non è per niente contenta di rivederlo e gli rinfaccia tutta la sofferenza che ha provato per colpa sua respingendolo malissimo.
- Il film da cui prendono spunto Giulio e Cesare per il travestimento per fingersi un cliente con Pamela è Irma la dolce.

## Che brutto affare
- Diretto da: Francesco Vicario
- Scritto da: Maddalena De Panfilis

### Trama
Ezio convince Giulio e Cesare ad aprire con lui un negozio ambulante di panini e vino. Gli affari vanno a gonfie vele fino a quando Ezio, istigato da Barilon, pretende la maggior parte degli utili scatenando una guerra tra i soci. Il padovano approfitta della bagarre per aprire a sua volta un altro baracchino insieme a Lucia e Stefania.
Rudi e Alice aiutano Mimmo a vendicarsi dei soprusi del bullo Rodrigo, a cui tutti i giorni il piccolo Cesaroni deve consegnare la merenda.
Eva lascia Alex perché è ancora innamorata di Marco, ma dopo la sua scenata di gelosia decide di rompere anche con lui.

## L'amico immaginario
- Diretto da: Francesco Vicario
- Scritto da: Giorgia Cecere, Pierpaolo Pirone

### Trama
A causa di un incidente in bottiglieria un cliente perde la memoria e così Giulio è costretto, per paura di azioni legali, ad accogliere in casa lo smemorato. Gli danno un nome fittizio, Francesco (prendendo spunto da Totti), e l'uomo, ben presto, conquista la simpatia di tutta la famiglia. Cesare ed Ezio, intanto, ne scoprono la vera identità e anche le inclinazioni: Francesco si chiama Oreste ed è omosessuale.
Eva e Marco continuano a ignorarsi, e la loro crisi mette sotto pressione anche Walter e Carlotta.
- Guest star: Alessandro Gassmann (Oreste Gervasoni)

## Sogno o son Giulio
- Diretto da: Francesco Vicario
- Scritto da: Giulio Calvani

### Trama
Consigliati dal medico, che teme un nuovo trauma, i Cesaroni assecondano lo smemorato Francesco che ora, dopo aver battuto ancora la testa, si crede Giulio. L'uomo usurpa il posto dell'oste a casa, in bottiglieria e anche accanto a Lucia, che però argina le sue pretese millantando una crisi coniugale. Un'ultima pesante caduta restituisce la memoria all'uomo. I giorni trascorsi con i Cesaroni inoltre gli restituiscono la voglia di vivere che aveva perso per una delusione amorosa e per la quale aveva tentato il suicidio in bottiglieria.
Nel frattempo la lotta tra Eva e Marco si fa sempre più aspra, i due ragazzi non fanno altro che farsi dispetti a vicenda, e si placa solo dopo un duro intervento di Giulio.
- Guest star: Alessandro Gassmann (Oreste Gervasoni)

## Ricominciamo
- Diretto da: Francesco Vicario
- Scritto da: Giorgia Cecere, Pierpaolo Pirone

### Trama
Cesare millanta di essere un grande nuotatore per incoraggiare il piccolo Mimmo a seguire i corsi di nuoto. In piscina però è costretto a confessare di temere l'acqua più del nipote e se ne tiene lontano. Di fronte alla difficoltà di Mimmo durante la gara di nuoto, Cesare non esita a tuffarsi per soccorrere il nipote e alla fine della gara perde il costume facendo una figuraccia davanti a tutti.
Lucia e Giulio, intanto, cercano di star vicini a Eva e Marco ancora sofferenti per la fine della loro storia. Marco, dopo aver discusso con Francesca, la ragazza che il padre gli ha accollato per dimenticare Eva, capisce di amare ancora la ex, ma la maggiore delle sorelle Cudicini nel frattempo ha ripreso la sua relazione con Alex.
- Altri interpreti: Benedetta Valanzano (Francesca).

## I segreti sono come i cereali nel latte
- Diretto da: Francesco Vicario
- Scritto da: Giorgia Cecere, Pierpaolo Pirone

### Trama
I Cesaroni hanno tutti dei piccoli segreti. Lucia non ha il coraggio di confessare a Stefania che è stata lei a lanciarle un gavettone che le ha fatto perdere l'incontro tanto agognato con un famoso scrittore, per farsi perdonare però, invierà il romanzo dell'amica. Giulio ed Ezio pensano che Cesare nasconda loro il suo vizio del gioco. Eva, a sua volta, non riesce a raccontare di lei e Alex a Marco. Anche il piccolo Mimmo è disposto a sopportare il mal di denti, pur di non andare dal dentista.
- Nota: Margherita Vicario si può vedere in questa puntata che interpreta una compagna di classe di Marco ed Eva. Andrà poi a interpretare Nina nella sesta stagione.

## Playback
- Diretto da: Francesco Vicario
- Scritto da: Fabio Di Ranno, Valeria Giasi

### Trama
In bottiglieria, deserta perché tutti nel quartiere sono alla processione di San Saverio, cade un lampadario che sfiora Cesare. L'oste ritiene di essere un miracolato e subisce un'improvvisa conversione, facendo preoccupare non poco Giulio. Tuttavia non ci mette molto a truffare i fedeli, convinti per colpa di Ezio che la statua del santo collocata nel negozio parli, e i due quando vengono scoperti rischiano di finire in prigione.
Lucia rompe malauguratamente la chitarra di Marco e il ragazzo interpreta tale incidente come un segno e perciò vorrebbe smettere con la musica. Ma Lucia, con l'aiuto delle nuove tecnologie, riesce a farlo desistere.
Alice, per far colpo su Umberto, vorrebbe farsi vedere insieme a Walter. La giovane Cudicini però ha un'improvvisa infatuazione per l'amico e così tenta di far lasciare Walter e Carlotta.

## Ma quant'è dura la salita
- Diretto da: Francesco Vicario
- Scritto da: Stefania Bertola

### Trama
Sta per avverarsi il grande sogno calcistico dei Cesaroni: la Romulana è arrivata in semifinale del campionato e potrebbe fare il salto di categoria. Giulio usa mezzi leciti e illeciti per arrivare alla vittoria, mentre Cesare, spaventato dai costi che comporta il passaggio della squadra alla categoria superiore, tenta di sabotare le partite.
Marco, intanto, è stato convocato per un'intervista alla radio ma, a causa della partita della Romulana, perde la voce e così manda Walter al suo posto.
Ezio apre un autolavaggio con ragazze in bikini, mandando su tutte le furie Stefania.
- Guest star: Federica Panicucci (se stessa).

## Tutti per uno
- Diretto da: Francesco Vicario
- Scritto da: Giulio Calvani, Fabrizio Cestaro, Federico Favot, Francesca Primavera

### Trama
Giulio e Cesare pensano che Ezio sia stato contagiato da don Luciano, il parroco appena tornato dall'Africa, e abbia contratto l'ebola. I tre amici, che affrontano la cosa con il solito piglio confuso, ritengono di essere tutti infetti e si chiudono in bottiglieria, ubriacandosi e attendendo la morte. Grazie all'intervento di Lucia e Stefania, i tre comprendono l'errore in cui sono caduti.
Intanto Alex chiede a Eva di trasferirsi con lui a New York.
Lucia crede che l'uomo con cui si vede la madre sia il suo vero padre biologico, in realtà Gabriella si vergogna di dirle che è un medico che le fa iniezioni di botulino contro le rughe.
- Altri interpreti: Vincenzo Crocitti (Osvaldo Cervini), Sergio Pierattini (don Luciano), Sergio Di Giulio (Vincenzo).

## Crescere, che fatica!
- Diretto da: Francesco Vicario
- Scritto da: Giulio Calvani, Fabrizio Cestaro, Federico Favot, Francesca Primavera

### Trama
Rudi, promosso solo perché nessun professore vuole riaverlo come studente, non accetta né di andare a ripetizione né di lavorare in bottiglieria per tutta l'estate. Così si rivolge ai Servizi Sociali per chiedere aiuto, facendo finta di essere maltrattato dalla famiglia. L'intervento dell'assistente sociale però permette a Giulio di dare una bella lezione al figlio.
Intanto Lucia cerca di impedire l'iscrizione di Eva alla Columbia University perché non vuole che la figlia se ne vada.
Walter pensa di aver messo incinta Carlotta e le chiede di sposarlo.
- Altri interpreti: Marina Perzy (operatrice Servizi Sociali).

## Prova di maturità
- Diretto da: Francesco Vicario
- Scritto da: Giulio Calvani, Fabrizio Cestaro, Federico Favot, Francesca Primavera

### Trama
Arrivata l'estate, Walter organizza, senza successo, vari espedienti per passare l'esame di stato senza studiare, fortunatamente Eva dà una mano agli amici così Eva, Marco, Carlotta e Walter vengono promossi rispettivamente con 100, 78, 60 e 60, lasciando il liceo diplomati. Lucia e Stefania hanno l'occasione di partire per una settimana di vacanza nel Salento, in Puglia, ma scoprono che il luogo di villeggiatura è un campo di nudisti.

Giulio e Ezio fanno una sorpresa alle proprie mogli e così partono anche loro per la Puglia e lasciano la casa libera ai ragazzi: durante i festeggiamenti per la fine della maturità, Marco trova la lettera di ammissione all'accademia musicale sulla porta della sua stanza. Gli manca però il coraggio di aprirla, così la fa leggere a Eva. Si viene dunque a sapere che Marco è stato ammesso e, trasportati dalla felicità, i due si baciano, per poi fare l'amore. Quando Alex va a cercare Eva, i due ragazzi stavano scendendo di sotto e Marco assiste a una conversazione tra Eva e Alex e capisce che ora tocca a lei scegliere fra l'uomo che ama, Marco, e quello che le dà sicurezza e un futuro tranquillo, Alex.
- Altri interpreti: Margherita Vicario (compagna di classe, ruolo completamente scollegato con quello interpretato nella sesta stagione).